# トルコ航空DC-10パリ墜落事故
トルコ航空DC-10パリ墜落事故（トルコこうくうDC-10パリついらくじこ、Turkish Airlines Flight 981）は、1974年3月3日にフランスで発生した、トルコ航空（現：ターキッシュ エアラインズ）981便のマクドネル・ダグラス DC-10-10（マクドネル・ダグラス社製、機体記号TC-JAV）が墜落した航空事故である（別名：トルコ航空981便墜落事故）。

## 概要
事故の発端は閉鎖が不完全だった貨物室のドアが、機体の上昇に伴う機内与圧と機外の気圧の圧力差の拡大に耐え切れずに脱落したことである。これに伴い貨物室内で急減圧が発生し、客室との気圧差で後部客席の床が破壊され、床下を通るコントロールライン（油圧パイプ/ケーブル）が切断され、その結果機体の方向舵、昇降舵、尾部エンジンの制御ができなくなり、操縦不能に陥り墜落したものであった。
事故機のTC-JAV号機は、1972年にダグラス社が日本の全日空向けに製造したものの、それまで同型機にエンジンや貨物室ドアの脱落が相次いでいたり全日空が重要視していた騒音対策に非協力的だったことから社内でダグラス社に対する不信感が漂っていたことや、いわゆるロッキード事件の影響により同社がロッキード L-1011 トライスターを採用した結果キャンセルされた機体であり、在庫となった機体の処置に困ったダグラス社が、トルコ航空に破格の条件で販売したものであった。
この事故は、300人以上が搭乗した大型旅客機としては初の大事故となった。また、1977年3月27日にテネリフェ空港ジャンボ機衝突事故が起こるまでは世界最大の航空事故であり、1985年8月12日に日本航空123便墜落事故が発生するまで、単独機航空事故として世界最大の死亡事故だった。2025年2月現在でも、1996年11月12日に発生したニューデリー空中衝突事故に次ぐ4番目に大きな航空事故である。
事故現場には現在慰霊碑が建てられている。

## 経過

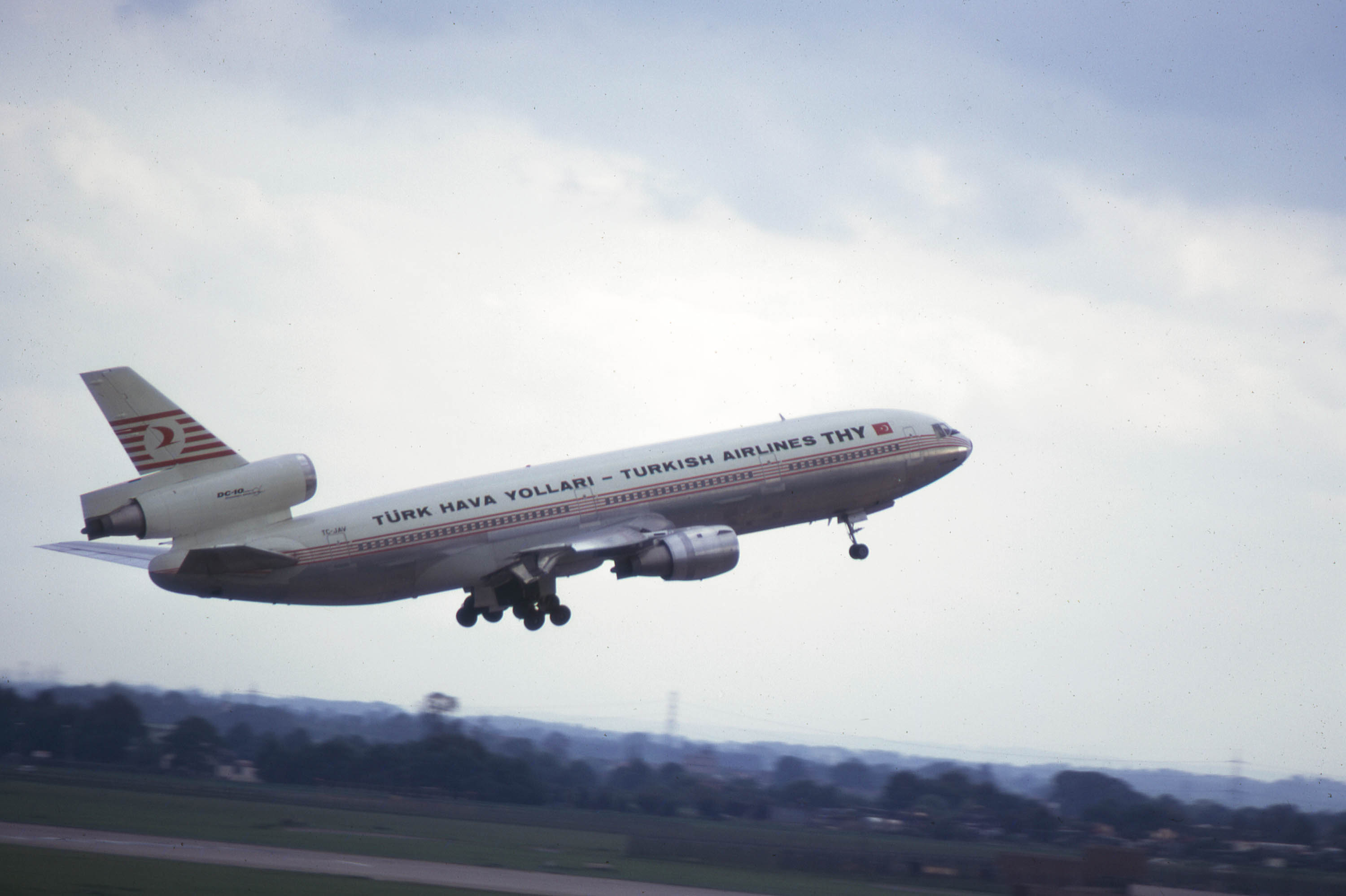
事故の約1年前に撮影された事故機

1974年3月3日、当日はブリティッシュ・エアウェイズのストライキがあり、数少ない運航便は混雑していた。トルコ航空981便も、航空会社職員のミスで一部乗客の案内が行われずに若干の空席があったものの、ほぼ満席となっていた。トルコのイスタンブールを出発し、パリを経由して最終目的地であるイギリスのロンドンに向かうためオルリー国際空港を離陸した。
異常事態の発生は離陸から10分後、高度12000ft（3600m）に達した時だった。突然貨物室ドアが吹き飛んで、日本人乗客6人が座席ごと吸い出された。また、貨物室の減圧で客室床が陥没し、床下を通っていたコントロールライン（操縦系統）が破損したため完全に操縦不能に陥った。吹き飛んだドアが水平尾翼に接触、機首が下がってエンジン推力も低下し、左に大きく傾きながら急降下し始めた。
このとき、出発地のオルリー国際空港のレーダーは、981便の機影が分裂したのを捉えた。一つ（貨物室ドア）はその場にとどまったまま消滅し、もう一つ（機体）は左方向へ旋回し始めた。管制官は981便に呼びかけたが、981便からは混乱したトルコ語の会話および速度逸脱警報音と航路逸脱警報音が聞こえるだけであった。混乱した会話の内容は後に副操縦士の発した『機体が爆発した』と判明した。
そして異常発生から約1分後の午後12時40分、981便は時速430ノット（796km/h）の高速で、パリの北東約37kmのオワーズ県・サンリス近郊のエルムノンヴィルの森に機首をわずかに下に向けた状態で墜落し、100m×700mに渡って木々をなぎ倒した。機体は一部の破片を除いて微塵に砕け散り、事故現場は犠牲者のちぎれた体や内臓が散乱する凄惨な様相を呈した。

## 犠牲者

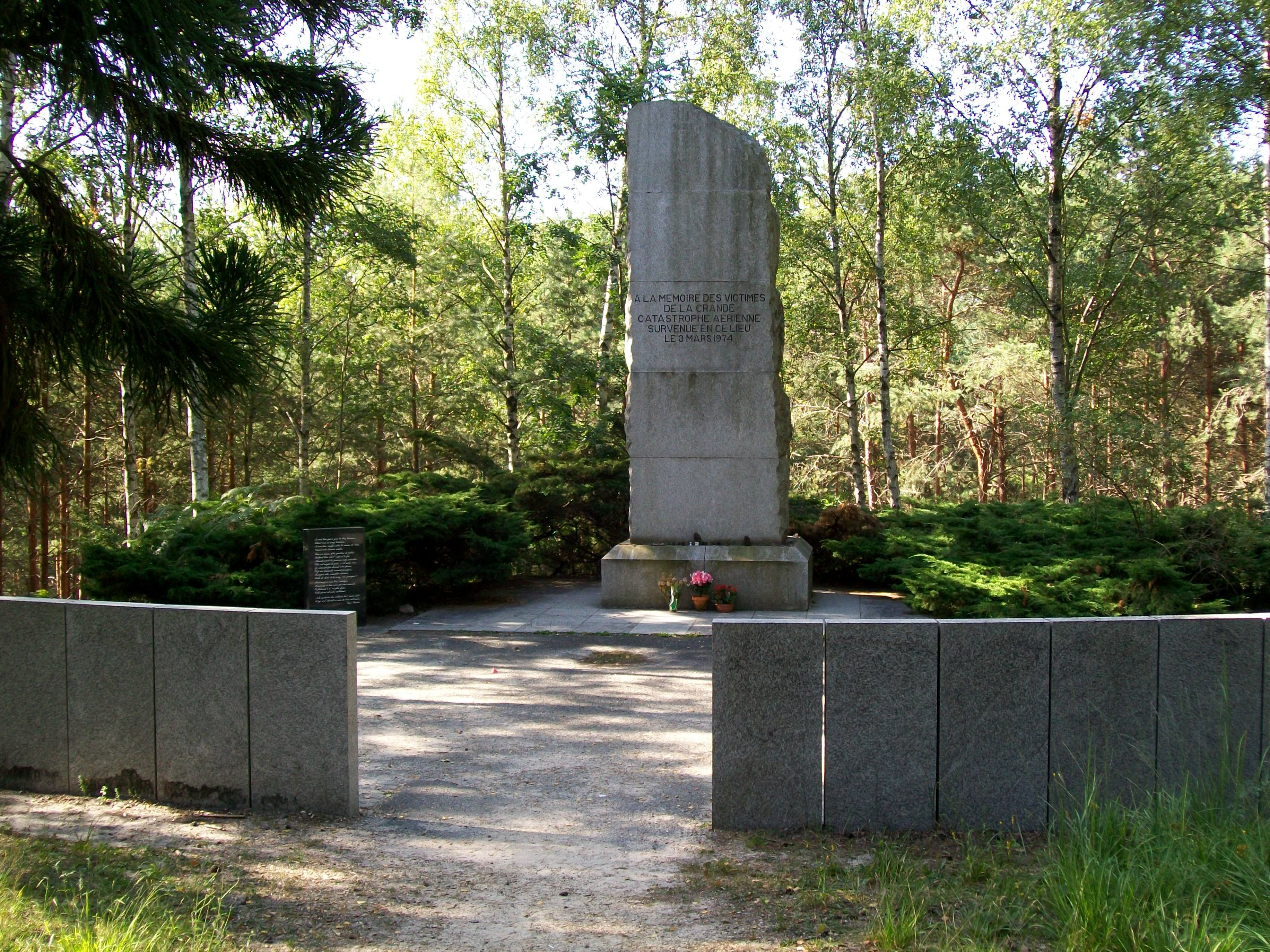
事故現場に建てられた犠牲者の慰霊碑

この事故で乗員12名、乗客334名の合わせて346名全員が犠牲になった。犠牲者のなかには48名の日本人が含まれており、その多くがこの春から就職する内定者（東海銀行16人、トーメン15人、中央信託銀行6人、千代田生命1人）の団体ツアーで、欧州への研修旅行の途中で悲劇に見舞われたものであった。
また、1964年東京オリンピックの400メートルハードル及び400メートルリレーで銀メダルを取ったイギリスの陸上選手ジョン・クーパーも犠牲となった。
これらの犠牲者の遺体は、高速で森に激突したために損傷がひどく、遺族には遺品のみが手渡され、遺体を集めて荼毘（だび）に付した後に遺骨および消毒した現場の土を各遺族へ分けるという方法が採用された。現場からは約2万個の人体の断片が回収されたが、外観から判別が可能だったのは上記の6人を含む40体のみで、最終的に9人は判別不能に終わった。日本人は48人中33人の身元が判明し、残る15人についても未確認遺体を荼毘に付したうえで遺族に分骨された。

## 事故原因

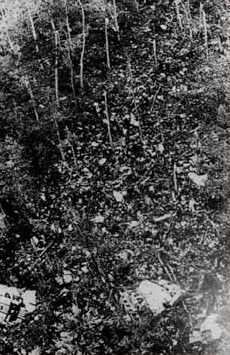
墜落現場

事故機は離陸10分後、パリから北へ15km離れたサン=パトゥス村 (Saint-Pathus) 上空、高度11500フィート（3500メートル）まで上昇したときに、ロックが不完全だった左側後部貨物室ドアが客室の与圧により吹き飛ばされて急減圧が起こった。この時にパイロットが持っていたマニュアルが壁にたたきつけられる音がコックピットボイスレコーダーに収録されている。貨物室の減圧に伴い客室の床が破壊され、乗客6名が座席ごと空中に放り出された。また、床下を通るコントロールラインが切断されて、方向舵、昇降舵、尾部エンジンの制御が不可能になり、操縦不能のままドアの脱落から1分17秒後に430ノット（約796km/h）の速さで墜落に至った。
この事故の2年近く前の1972年6月12日には、アメリカン航空のDC-10-10の後部貨物ドアが飛行中に脱落し、客室床の一部が陥没しコントロールラインが損傷を受ける事故（アメリカン航空96便貨物ドア破損事故）が発生している。この事故では乗客が少なく、幸いわずかに操縦が可能であったため犠牲者を出す事無く緊急着陸に成功した。この事故を調査した国家運輸安全委員会(NTSB)の勧告を受けて、アメリカの連邦航空局(FAA)はDC-10の後部貨物ドアのロック機構に関するAD（耐空性改善通報）を出そうとしたが、このころ、大統領選にあたってニクソン大統領がダグラス社からの資金提供を期待していたといわれ、政治的意図によりFAA上層部によって握りつぶされていた。
実は製造メーカーのダグラス社は1号機生産中の与圧試験の段階からこの欠陥を認識していながら、設計変更等を行うことなく、簡単な改修を加えただけで販売を継続していた。マクドネル・ダグラス社は、アメリカン航空の急減圧事故発生後、全DC-10の後部カーゴドアに改修を加えたとしているが、事故機のように製造記録書類のうえで改修済みとなっているにもかかわらず、実際には改修されていないものまであったことがわかった。
このことから、ダグラス社が自社の製品の欠陥を認識しておきながら安全よりも営業実績を優先したとして、厳しい批判を浴びることになり、アメリカの連邦議会でも追及されることになった。
事故の直接原因は、貨物室ドア動作用のモーターのトルク不足によりドアが閉まり切らない可能性があったという欠陥、貨物ドアが閉まりきっていないにもかかわらず操縦室の確認灯が消灯してしまう欠陥、ロック機構の強度が不十分なためロックできてなくてもドアを閉じることが出来てしまう欠陥という、アメリカン航空96便と同様の欠陥を改修しなかったこと、および、正しい手順で貨物ドアをロックしなかった地上スタッフに起因するとされた。地上スタッフはトルコ語、ドイツ語、フランス語を読解することが出来たが、ドアの注意書きが書かれていた英語を読解することが出来なかった。

## 事故の対策
この事故を契機に、DC-10のコントロールケーブルの配置は、仮に客室床の陥没が発生しても切断されないよう、胴体サイドに変更された。また、急減圧の際にも客室床が破壊されることがないように、DC-10をはじめとする大型機の客室床の強度を増し、貨物室と客室の間に気圧差が生じないように空気抜きの穴が設置されるようになった。

## この事故を扱った作品
- メーデー!:航空機事故の真実と真相 第5シーズン第3話「BEHIND CLOSED DOORS」